# Метіон
Метіон (дав.-гр. Μητίων; ім'я означає «вигадник») — персонаж давньогрецької міфології, син Ерехтея і
Праксіфеї, брат Кекропса, Пандора, Прокріди, Креуси, Хтонії, Орітії, ймовірно Протогонії і Пандори. Чоловік Алкіппи, батько Евпалама. Метіона також за деякими джерелами вважають батьком Сікіона і Дедала, якого йому народила Афіна.
Замолоду оспорював царську владу в Афінах у свого старшого брата Кекропса, але тому Ксут присудив царство. Мати Метіона принесла в жертву його сестер Хтонію, Протогонію і Пандору задля перемоги афінян у війні з Елефсіном.